# Europawahl in Belgien 2024
- PTB/
PVDA: 2
- Groen: 1
- Ecolo: 1
- PS: 2
- Vooruit: 2
- MR: 3
- Open VLD: 1
- LE: 1
- CSP: 1
- CD&V: 2
- N-VA: 3
- VB: 3

- Linke: 2
- S&D: 4
- G/EFA: 2
- RE: 5
- EVP: 3
- EKR: 3
- PfE: 3

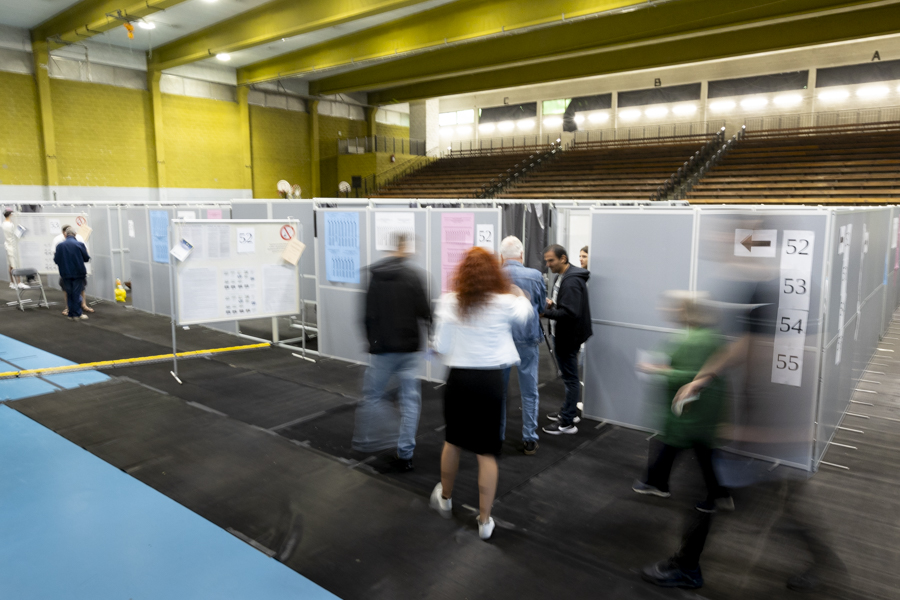
Europawahl in Belgien 2024

Die Europawahl in Belgien 2024 fand am 9. Juni in den drei belgischen Wahlkreisen (niederländischsprachiges Wahlkollegium, französischsprachiges Wahlkollegium und deutschsprachiges Wahlkollegium) statt. Am selben Tag fanden die Wahl zum belgischen Parlament sowie die Wahlen zu den Parlamenten von Flandern, Wallonien, Brüssel-Hauptstadt und der Deutschsprachigen Gemeinschaft statt.
Die zu wählenden Abgeordneten des Europaparlaments setzen sich zusammen aus
- 13 Abgeordneten, die vom niederländischsprachigen Wahlkollegium gewählt werden (einer mehr als 2019)[1]
- 8 Abgeordneten, die vom französischsprachigen Wahlkollegium gewählt werden
- 1 Abgeordneter, der vom deutschsprachigen Wahlkollegium gewählt wird

Es war die erste Wahl in Belgien, bei der Personen ab 16 Jahren das Wahlrecht hatten. Es bestand Wahlpflicht. Das Wählerverzeichnis wurde am 1. April 2024 geschlossen.
Um als Kandidat an der Wahl teilnehmen zu können, müssen Wahlvorschläge entweder von mindestens fünf Parlamentsmitgliedern des Föderalen Parlaments (Kammer oder Senat) unterzeichnet werden oder Unterstützungsunterschriften eingereicht werden. Bei die letzteren Variante werden jeweils 5000 Unterschriften für das niederländische bzw. französischsprachige Wahlkollegium benötigt und 200 für das deutsche.

## Ereignisse vor der Wahl
Am 12. April 2024 erklärte der belgische Ministerpräsident Alexander De Croo, dass die belgischen Geheimdienstbehörden ein Netzwerk aufgedeckt hätten, das die Europawahl im Sinne der russischen Regierung beeinflussen sollte. Zweck des Netzwerkes sei es, die Unterstützung für die Ukraine in ihrem Abwehrkampf zu untergraben und die die Wahl von prorussischen Kandidaten in das Europäische Parlament zu fördern.

## Ausgangslage
|  | Renew        | 4 |  | Open Vlaamse Liberalen en Democraten (Open VLD) | 2 |  | Mouvement Réformateur (MR)         | 2 |  |                                 |   |
|  | EVP          | 4 |  | Christen-Democratisch en Vlaams (CD&V)          | 2 |  | Les Engagés (LE)                   | 1 |  | Christlich Soziale Partei (CSP) | 1 |
|  | ECR          | 3 |  | Nieuw-Vlaamse Alliantie (N-VA)                  | 3 |  |                                    |   |  |                                 |   |
|  | ID           | 3 |  | Vlaams Belang (VB)                              | 3 |  |                                    |   |  |                                 |   |
|  | Grüne/EFA    | 3 |  | Groen                                           | 1 |  | Ecolo                              | 2 |  |                                 |   |
|  | S&D          | 2 |  | Vooruit                                         | 1 |  | Parti Socialiste (PS)              | 1 |  |                                 |   |
|  | Die Linke    | 1 |  |                                                 |   |  | Parti du Travail de Belgique (PTB) | 1 |  |                                 |   |
|  | fraktionslos | 1 |  |                                                 |   |  | Unabhängiger                       | 1 |  |                                 |   |

## Spitzenkandidaten
|   | EFA         |  | N-VA     | Johan Van Overtveldt |  |                        |                    |  |        |                 |
|   | ID          |  | VB       | Tom Vandendriessche  |  |                        |                    |  |        |                 |
|   | ALDE        |  | Open VLD | Hilde Vautmans       |  | MR                     | Sophie Wilmès      |  | PFF    | Sacha Brandt    |
|   | EVP         |  | CD&V     | Wouter Beke          |  | LE                     | Yvan Verougstraete |  | CSP    | Pascal Arimont  |
|   | SPE         |  | Vooruit  | Bruno Tobback        |  | PS                     | Elio Di Rupo       |  | SP     | Charles Servaty |
|   | EGP         |  | Groen    | Sara Matthieu        |  | Ecolo                  | Saskia Bricmont    |  | Ecolo  | Shqiprim Thaqi  |
|   | Volt Europa |  | Volt     | Sophie in 't Veld    |  |                        |                    |  |        |                 |
| – | –           |  | PVDA     | Rudi Kennes          |  | PTB                    | Marc Botenga       |  |        |                 |
| – | –           |  | Voor U   | Marta Barandiy       |  |                        |                    |  |        |                 |
| – | –           |  |          |                      |  | DéFI                   | Fabrice Van Dorpe  |  |        |                 |
| – | –           |  |          |                      |  | Gauche anticapitaliste | Denis Verstraeten  |  |        |                 |
| – | –           |  |          |                      |  |                        |                    |  | ProDG  | Liesa Scholzen  |
| – | –           |  |          |                      |  |                        |                    |  | Vivant | Alain Mertes    |

## Umfragen

### Niederländischsprachiges Wahlkollegium
| Datum                   | Institut/Herausgeber       | Teilnehmer                 | N-VA | VB   | OpenVLD | CD&V | Groen | Vooruit | PVDA | Sonst. |
| ----------------------- | -------------------------- | -------------------------- | ---- | ---- | ------- | ---- | ----- | ------- | ---- | ------ |
| 23. Feb. – 5. März 2024 | Ipsos/Euronews             | 1.500                      | 18,7 | 23,5 | 12,7    | 11,5 | 9,7   | 13,8    | 9,3  | 0,8    |
| 26. Mai 2019            | Europawahl in Belgien 2019 | Europawahl in Belgien 2019 | 22,4 | 19,1 | 15,9    | 14,5 | 12,4  | 10,2    | 4,9  | 0,5    |

#### Sitzverteilung
| Datum                   | Institut/Herausgeber       | Teilnehmer                 | N-VA | VB | OpenVLD | CD&V | Groen | Vooruit | PVDA | Sonst. |
| ----------------------- | -------------------------- | -------------------------- | ---- | -- | ------- | ---- | ----- | ------- | ---- | ------ |
| 23. Feb. – 5. März 2024 | Ipsos/Euronews             | 1.500                      | 3    | 3  | 2       | 1    | 1     | 2       | 1    | 0      |
| 26. Mai 2019            | Europawahl in Belgien 2019 | Europawahl in Belgien 2019 | 3    | 3  | 2       | 2    | 1     | 1       | 0    | 0      |

### Französischsprachiges Wahlkollegium
| Datum                   | Institut/Herausgeber       | Teilnehmer                 | PS   | Ecolo | MR   | PTB  | LE   | DéFI | Sonst. |
| ----------------------- | -------------------------- | -------------------------- | ---- | ----- | ---- | ---- | ---- | ---- | ------ |
| 23. Feb. – 5. März 2024 | Ipsos/Euronews             | 1.500                      | 26,7 | 12,8  | 22,8 | 19,2 | 11,0 | 2,8  | 4,7    |
| 26. Mai 2019            | Europawahl in Belgien 2019 | Europawahl in Belgien 2019 | 26,7 | 19,9  | 19,3 | 14,6 | 8,9  | 5,9  | 4,7    |

#### Sitzverteilung
| Datum                   | Institut/Herausgeber       | Teilnehmer                 | PS | Ecolo | MR | PTB | LE | DéFI | Sonst. |
| ----------------------- | -------------------------- | -------------------------- | -- | ----- | -- | --- | -- | ---- | ------ |
| 23. Feb. – 5. März 2024 | Ipsos/Euronews             | 1.500                      | 2  | 1     | 2  | 2   | 1  | 0    | 0      |
| 26. Mai 2019            | Europawahl in Belgien 2019 | Europawahl in Belgien 2019 | 2  | 2     | 2  | 1   | 1  | 0    | 0      |

### Sitzverteilung gesamt
| Fraktion | Fraktion                                                  | Partei       | Partei   | Sitze  | Sitze | Sitze  | Sitze | Sitze    |
| Fraktion | Fraktion                                                  | Partei       | Partei   | Anzahl | +/−   | Anzahl | +/−   | %        |
| -------- | --------------------------------------------------------- | ------------ | -------- | ------ | ----- | ------ | ----- | -------- |
|          | Renew Europe (RE)                                         |              | Open VLD | 2      | ▬     | 4      | ▬     | 18,18 %  |
|          | Renew Europe (RE)                                         | MR           | 2        | ▬      |       | 4      | ▬     | 18,18 %  |
|          | Renew Europe (RE)                                         | PFF          | 0        | ▬      |       | 4      | ▬     | 18,18 %  |
|          | Progressive Allianz der Sozialdemokraten (S&D)            |              | Vooruit  | 2      | ▲1    | 4      | ▲1    | 18,18 %  |
|          | Progressive Allianz der Sozialdemokraten (S&D)            | PS           | 2        | ▬      |       | 4      | ▲1    | 18,18 %  |
|          | Progressive Allianz der Sozialdemokraten (S&D)            | SP           | 0        | ▬      |       | 4      | ▲1    | 18,18 %  |
|          | Identität und Demokratie (ID)                             |              | VB       | 3      | ▬     | 3      | ▬     | 13,64 %  |
|          | Europäische Konservative und Reformer (EKR)               |              | N-VA     | 3      | ▬     | 3      | ▬     | 13,64 %  |
|          | Europäische Volkspartei (EVP)                             |              | CD&V     | 1      | ▼1    | 3      | ▼1    | 13,64 %  |
|          | Europäische Volkspartei (EVP)                             | LE           | 1        | ▬      |       | 3      | ▼1    | 13,64 %  |
|          | Europäische Volkspartei (EVP)                             | CSP          | 1        | ▬      |       | 3      | ▼1    | 13,64 %  |
|          | Die Linke im Europäischen Parlament – GUE/NGL (Die Linke) |              | PVDA/PTB | 3      | ▲2    | 3      | ▲2    | 13,64 %  |
|          | Die Grünen/Europäische Freie Allianz (Grüne/EFA)          |              | Groen    | 1      | ▬     | 2      | ▼1    | 9,09 %   |
|          | Die Grünen/Europäische Freie Allianz (Grüne/EFA)          | Ecolo (frz.) | 1        | ▼1     |       | 2      | ▼1    | 9,09 %   |
|          | Die Grünen/Europäische Freie Allianz (Grüne/EFA)          | Ecolo (deu.) | 0        | ▬      |       | 2      | ▼1    | 9,09 %   |
| Gesamt   | Gesamt                                                    | Gesamt       | Gesamt   | 22     | ▲1    | 22     | ▲1    | 100,00 % |

## Ergebnisse

### Parteien
| Partei                                          | Partei                                          | Sprachgruppe                                    | Stimmen                 | Stimmen          | Stimmen           | Sitze | +/−      |
| Partei                                          | Partei                                          | Sprachgruppe                                    | Stimmen                 | %                | +/−               | Sitze | +/−      |
| ----------------------------------------------- | ----------------------------------------------- | ----------------------------------------------- | ----------------------- | ---------------- | ----------------- | ----- | -------- |
|                                                 | Vlaams Belang                                   | Niederländisch                                  | 1.034.112               | 14,50            | +2,45             | 3     | ±0       |
|                                                 | N-VA                                            | Niederländisch                                  | 995.868                 | 13,96            | −0,21             | 3     | ±0       |
|                                                 | MR-PFF MR PFF                                   | Französisch Deutsch                             | 906.304 900.413 5.891   | 12,70 12,62 0,08 | +5,64 +5,63 +0,01 | 3 0   | +1 ±0    |
|                                                 | PTB-PVDA PTB PVDA                               | Französisch Niederländisch                      | 763.340 397.055 366.285 | 10,70 5,57 5,13  | +2,28 +0,28 +2,00 | 2 1   | +1 ±0 +1 |
|                                                 | CD&V                                            | Niederländisch                                  | 594.968                 | 8,34             | −0,83             | 2     | ±0       |
|                                                 | Vooruit                                         | Niederländisch                                  | 570.067                 | 7,99             | +1,54             | 2     | +1       |
|                                                 | PS-SP PS SP                                     | Französisch Deutsch                             | 534.828 529.697 5.131   | 7,50 7,43 0,07   | −2,24 ±0          | 2 0   | ±0       |
|                                                 | Groen                                           | Niederländisch                                  | 450.781                 | 6,32             | −1,49             | 1     | ±0       |
|                                                 | Open Vld                                        | Niederländisch                                  | 410.743                 | 5,76             | −4,31             | 1     | −1       |
|                                                 | LE-CSP LE CSP                                   | Französisch Deutsch                             | 383.837 368.668 15.169  | 5,38 5,17 0,21   | +1,93 ±0          | 2 1   | ±0       |
|                                                 | Ecolo                                           | Französisch Deutsch                             | 264.564 259.745 4.819   | 3,71 3,64 0,07   | −3,60 −3,57 −0,03 | 1 0   | −1 ±0    |
|                                                 | DéFI                                            | Französisch                                     | 75.243                  | 1,05             | −1,09             | 0     | –        |
|                                                 | Gauche anticapitaliste                          | Französisch                                     | 50.758                  | 0,71             | +0,71             | 0     | –        |
|                                                 | Voor U                                          | Niederländisch                                  | 47.243                  | 0,66             | +0,66             | 0     | –        |
|                                                 | Volt                                            | Niederländisch                                  | 38.713                  | 0,54             | +0,24             | 0     | –        |
|                                                 | ProDG                                           | Deutsch                                         | 7.134                   | 0,10             | +0,02             | 0     | –        |
|                                                 | Vivant                                          | Deutsch                                         | 5.281                   | 0,07             | +0,01             | 0     | –        |
| Gesamt                                          | Gesamt                                          | Gesamt                                          | 7.133.784               | 100,00           | —                 | 22    | —        |
| Gültige Stimmen                                 | Gültige Stimmen                                 | Gültige Stimmen                                 | 7.133.784               | 93,87            |                   |       |          |
| Ungültige Stimmen                               | Ungültige Stimmen                               | Ungültige Stimmen                               | 465.974                 | 6,13             |                   |       |          |
| Abgegebene Stimmen                              | Abgegebene Stimmen                              | Abgegebene Stimmen                              | 7.599.758               | 100,00           | +413.081          |       |          |
| Anzahl der Wahlberechtigten und Wahlbeteiligung | Anzahl der Wahlberechtigten und Wahlbeteiligung | Anzahl der Wahlberechtigten und Wahlbeteiligung | 8.461.438               | 89,82            | +1,35             |       |          |

### Fraktionen im Europäischen Parlament
| Fraktion                       | Fraktion                                                  | Partei       | Partei   | Sitze  | Sitze | Sitze  | Sitze | Sitze    |
| Fraktion                       | Fraktion                                                  | Partei       | Partei   | Anzahl | +/−   | Anzahl | +/−   | %        |
| ------------------------------ | --------------------------------------------------------- | ------------ | -------- | ------ | ----- | ------ | ----- | -------- |
|                                | Renew Europe (RE)                                         |              | Open VLD | 1      | ▼1    | 5      | ▲1    | 22,73 %  |
|                                | Renew Europe (RE)                                         | MR           | 3        | ▲1     |       | 5      | ▲1    | 22,73 %  |
|                                | Renew Europe (RE)                                         | PFF          | 0        | ▬      |       | 5      | ▲1    | 22,73 %  |
|                                | Renew Europe (RE)                                         | LE           | 1        | ▬      |       | 5      | ▲1    | 22,73 %  |
|                                | Progressive Allianz der Sozialdemokraten (S&D)            |              | Vooruit  | 2      | ▲1    | 4      | ▲1    | 18,18 %  |
|                                | Progressive Allianz der Sozialdemokraten (S&D)            | PS           | 2        | ▬      |       | 4      | ▲1    | 18,18 %  |
|                                | Progressive Allianz der Sozialdemokraten (S&D)            | SP           | 0        | ▬      |       | 4      | ▲1    | 18,18 %  |
|                                | Europäische Volkspartei (EVP)                             |              | CD&V     | 2      | ▬     | 3      | ▼1    | 13,64 %  |
|                                | Europäische Volkspartei (EVP)                             | CSP          | 1        | ▬      |       | 3      | ▼1    | 13,64 %  |
|                                | Patrioten für Europa (PfE)                                |              | VB       | 3      | ▬     | 3      | ▬     | 13,64 %  |
|                                | Europäische Konservative und Reformer (EKR)               |              | N-VA     | 3      | ▬     | 3      | ▬     | 13,64 %  |
|                                | Die Linke im Europäischen Parlament – GUE/NGL (Die Linke) |              | PTB-PVDA | 2      | ▲1    | 2      | ▲1    | 9,09 %   |
|                                | Die Grünen/Europäische Freie Allianz (Grüne/EFA)          |              | Groen    | 1      | ▬     | 2      | ▼1    | 9,09 %   |
|                                | Die Grünen/Europäische Freie Allianz (Grüne/EFA)          | Ecolo (frz.) | 1        | ▼1     |       | 2      | ▼1    | 9,09 %   |
|                                | Die Grünen/Europäische Freie Allianz (Grüne/EFA)          | Ecolo (deu.) | 0        | ▬      |       | 2      | ▼1    | 9,09 %   |
| Gesamt                         | Gesamt                                                    | Gesamt       | Gesamt   | 22     | ▲1    | 22     | ▲1    | 100,00 % |
| Quelle: Europäisches Parlament |                                                           |              |          |        |       |        |       |          |

### Sprachliche Unterschiede
| Europawahl in Belgien 2024Niederländische Sprachgruppe %3020100 22,9422,0913,2012,6410,009,118,121,050,86 VBN-VACD&VVooruitGroenOpen VLDPVDAVoor UVoltGewinne und Verlusteim Vergleich zu 2019 %p 4 2 0 −2 −4 −6 −8+3,86−0,35−1,33+2,43−2,37−6,84+3,17+1,05+0,38VBN-VACD&VVooruitGroenOpen VLDPVDAVoor UVolt | Europawahl in Belgien 2024Französische Sprachgruppe %403020100 34,8820,5215,3814,2810,062,911,97 MRPSPTBLEEcoloDéFIGauche anticapitalisteGewinne und Verlusteim Vergleich zu 2019 %p 16 14 12 10 8 6 4 2 0 −2 −4 −6 −8−10+15,59−6,17+0,79+5,34−9,85−3,01+1,97MRPSPTBLEEcoloDéFIGauche anticapitaliste | Europawahl in Belgien 2024Deutsche Sprachgruppe %403020100 34,9316,4313,5712,1611,8211,10 CSPProDGPFFVivantSPEcoloGewinne und Verlusteim Vergleich zu 2019 %p 4 2 0 −2 −4 −6−0,01+3,29+2,08+1,00+0,40−5,27CSPProDGPFFVivantSPEcolo |

|  | Renew     | 5 |  | Open Vlaamse Liberalen en Democraten (Open VLD) |   | ALDE             | 1 |     | Mouvement Réformateur (MR)         |   | ALDE | 3 |  |                                 |   |   |   |
|  |           |   |  |                                                 |   | Les Engagés (LE) |   | EDP | 1                                  |   |      |   |  |                                 |   |   |   |
|  | S&D       | 4 |  | Vooruit                                         |   | SPE              | 2 |     | Parti Socialiste (PS)              |   | SPE  | 2 |  |                                 |   |   |   |
|  | EVP       | 3 |  | Christen-Democratisch en Vlaams (CD&V)          |   | EVP              | 2 |     |                                    |   |      |   |  | Christlich Soziale Partei (CSP) | – | – | 1 |
|  | PfE       | 3 |  | Vlaams Belang (VB)                              |   | P.eu             | 3 |     |                                    |   |      |   |  |                                 |   |   |   |
|  | ECR       | 3 |  | Nieuw-Vlaamse Alliantie (N-VA)                  |   | EFA              | 3 |     |                                    |   |      |   |  |                                 |   |   |   |
|  | Grüne/EFA | 2 |  | Groen                                           |   | EGP              | 1 |     | Ecolo                              |   | EGP  | 1 |  |                                 |   |   |   |
|  | Die Linke | 2 |  | Partij van de Arbeid van België (PVDA)          | – | –                | 1 |     | Parti du Travail de Belgique (PTB) | – | –    | 1 |  |                                 |   |   |   |